# Peter Dykes
Peter Dykes es un deportista sueco que compitió en vela en la clase Europe. Ganó una medalla de plata en el Campeonato Mundial de Europe de 1982.

## Palmarés internacional
| Campeonato Mundial | Campeonato Mundial  | Campeonato Mundial | Campeonato Mundial |
| Año                | Lugar               | Medalla            | Clase              |
| ------------------ | ------------------- | ------------------ | ------------------ |
| 1982               | Monfalcone (Italia) | Medalla de plata   | Europe             |